# Eredivisie 2007/08 (zaalvoetbal)
De Eredivisie is de hoogste zaalvoetbalafdeling in Nederland in de betaalde mannencompetitie. De Eredivisie is voor het tweede seizoen onderverdeeld in de Eredivisie A en de Eredivisie B. Na afloop van dit seizoen promoveerden de beste 6 teams per divisie naar de nieuw te vormen Topdivisie.  

## Eredivisie A
De Eredivisie A is een van de twee zaterdageredivisies, verder zijn er ook nog meerdere Eerste Divisies. Iedere Eredivisie kent 12 clubs. De betere clubs uit de Eredivisie A in het seizoen 2007/2008 zijn: FC Carillon Boys, Leekster Eagles, Ter Beek, FCM en ZSW Wijchen.

### Deelnemers seizoen 07/08
| club               | afkomstig uit |
| ------------------ | ------------- |
| FC Carillon Boys   | Beverwijk     |
| ZVV Hilversum      | Hilversum     |
| FCM                | Heerhugowaard |
| Ter Beek           | Amsterdam     |
| Leekster Eagles    | Leek          |
| ZV Dynamo          | Lelystad      |
| LZV                | Lichtenvoorde |
| Roda '23           | Amstelveen    |
| WMC Mik            | Winschoten    |
| ZVV Volendam       | Volendam      |
| ZSW                | Wijchen       |
| zvv Veerhuys/Desko | Hoorn         |

## Eredivisie B

### Deelnemers seizoen 07/08
| club            | afkomstig uit       |
| --------------- | ------------------- |
| Altweerterheide | Altweerterheide     |
| Bax Zeefdruk    | Teylingen           |
| CFE/VDL Groep   | Eindhoven           |
| EFV/Cibatax     | Eindhoven           |
| FCK/De Hommel   | Sint-Michielsgestel |
| FCV/JBH         | Valkenswaard        |
| SK/Konica       | Goirle              |
| KW/Ritmo        | Veldhoven           |
| Malabata        | Breda               |
| NBHW Boys       | Den Haag            |
| De Sjötter      | Maastricht          |
| ESZVV Totelos   | Eindhoven           |

## Kampioen
FC Carillon Boys (Beverwijk)